# Vidius anna
Vidius anna är en fjärilsart som beskrevs av Paul Mabille 1897. Vidius anna ingår i släktet Vidius och familjen tjockhuvuden. Inga underarter finns listade i Catalogue of Life.